# União Malaia
A União Malaia foi uma federação dos Estados malaios e os Estabelecimentos dos Estreitos de Penão e Malaca. Foi a sucessora da Malásia Britânica e foi concebida para unificar a península malaia sob um único governo, de modo a simplificar a administração. A União Malaia posteriormente tornou-se independente da Federação Malaia, em 1948. A Federação Malaia tornou-se a Federação da Malásia em 1963, após a admissão de Singapura, Sabá (Bornéu do Norte) e Sarauaque à nova federação. Singapura deixou a federação e se tornou independente em 1965.